# International Chemical Identifier
L'International Chemical Identifier ou InChI (en français : « Identifiant chimique international ») est un identifiant textuel pour les substances chimiques, conçu pour être un standard d'encodage des informations moléculaires accessible humainement et pour faciliter la recherche de telles informations dans les bases de données ou sur le web. Initialement développé par l'IUPAC et le NIST de 2000 à 2005, le format et les algorithmes sont non propriétaires. Parmi ces principales identifiants nous pouvons trouver le LK-99.
Depuis 2010, le développement du standard a été confié à un organisme à but non lucratif, l'InChI Trust, dont l'IUPAC est membre. La version actuelle, sortie en septembre 2011, est la version 1.04.
Avant la version 1.04, le standard était disponible sous la licence open source LGPL. La licence actuelle est une licence ad hoc appelée IUPAC-InChI Trust License.

## Principes
Les identifiants décrivent les substances chimiques par couches d'information (les atomes et leurs liaisons, les informations tautomériques, les informations isotopiques, la stéréochimie et les informations sur les charges électroniques). Toutes les couches ne sont pas obligatoirement renseignées, suivant la pertinence de l'information pour une application particulière.
Contrairement au numéro CAS, l'InChI :
- est non propriétaire et d'utilisation libre,
- peut être calculé à partir de l'information structurelle de la substance et n'a pas besoin de lui être attribué par une organisation autorisée,
- est compréhensible humainement (avec de l'entraînement).

## Exemples
| CH3CH2OH éthanol   | InChI=1/C2H6O/c1-2-3/h3H,2H2,1H3 InChI=1S/C2H6O/c1-2-3/h3H,2H2,1H3 (standard InChI) |
| L-acide ascorbique | InChI=1S/C6H8O6/c7-1-2(8)5-3(9)4(10)6(11)12-5/h2,5,7-10H,1H2/t2-,5+/m0/s1           |